# 樂時逢
樂時逢，江西臨川人，明朝政治人物。

## 生平
永樂四年（1406年）丙戌科進士。后選為翰林院庶吉士，編撰永樂大典。